# Destiny’s Child World Tour
Destiny’s Child World Tour – DVD muzyczne girlsbandu Destiny’s Child. Materiał wideo zarejestrowany został podczas występu w Rotterdamie (Holandia).

## Lista utworów

### Koncert
1. „Program Start”
2. „Independent Women Part I”
3. „No, No, No Part 2” (feat. Wyclef Jean)
4. „Bug a Boo”
5. „Bills, Bills, Bills”
6. „Get on the Bus”
7. „Nasty Girl”
8. „Emotion”
9. „Ooh Child”
10. „Heard a Word”
11. „Dangerously in Love 2”
12. „Gospel Medley”
13. „Bootylicious”
14. „Say My Name”
15. „Work It Out”
16. „Proud Mary”
17. „Jumpin’, Jumpin’”
18. „Survivor”
19. „Happy Face”

### Dodatkowy materiał wideo
- „Feelin’ You” (Part II) – Solange Knowles
- „Stole” – Kelly Rowland
- „Heard a Word” – Michelle Williams

### Inne dodatki
- Biografia